# Abu Bishr Matta ibn Yunus
Abū Bishr Mattā ibn Yūnus al-Qunnāʾī ﺑﻮ ﺑﺸﺮ ﻣﺘﺎ ﺑﻦ ﻳﻮﻧﺲ القنائي - (c. 870-20 de junio de 940) fue un filósofo cristiano árabe que jugó un papel importante en la transmisión de las obras de Aristóteles al mundo islámico.

## Biografía
Abu Bishr se formó en el monasterio de Dayr Qunnā (de ahí el nombre "al-Qunnāʾī"), una institución nestoriana no lejos de Bagdad, que formó a muchos funcionarios del califato abasí. Enseñó en Bagdad, entre sus alumnos destacan el filósofo musulmán Al Farabi y el filósofo cristiano sirio Yahya ibn Adi .

## Obras
Abu Bishr tradujo al árabe a Aristóteles y sus comentaristas griegos. La mayor parte de estas traducciones se realizaron del siríaco al árabe, salvo una traducción de las Refutaciones sofísticas de Aristóteles del griego al siríaco que menciona la bibliografía árabe Kitab al-Fihrist .
Sus alumnos (especialmente Yahya ibn Adi) continuaron sus traducciones, que fueron empleadas por filósofos árabes posteriores como Avicena. Escribió comentarios sobre Aristóteles, pero se han perdido.

### Traducciones

#### Corpus aristotélico
- Análisis posterior de la versión siríaca de Hunayn ibn Ishaq ,
- Libro Lambda de la Metafísica de Aristóteles con comentario de Alejandro de Afrodisias y epítome de Temistio .
- Sobre la generación y la corrupción con comentarios de Alejandro de Afrodisias y de Olimpiodoro el Joven .
- Sentido y Sensibilia
- Poética
- Parte de De Caelo con comentario de Alejandro de Afrodisias
- Comentarios de Alejandro de Afrodisias y Olimpiodoro el Joven sobre la meteorología

#### Otras traducciones
- El Compendio Menor de Johannes Serapion el Viejo
- Sobre la Providencia de Alejandro de Afrodisias

### Debate sobre los méritos de la lógica y la gramática
Abu Bishr debatió con el teólogo y gramático musulmán, Abu Sa'id al-Sirafi, sobre los méritos de la lógica y la gramática durante una audiencia con el visir en Bagdad en 932.    Parece que el debate favoreció a  al-Sirafi, quien atacó el concepto de lógica como aplicable sólo a los griegos y no útil para los hablantes de árabe.   Al-Sirafi intentó confundir a Abu Bishr con acertijos gramaticales árabes.  Los colegas más jóvenes de Abu Bishr, Al-Farabi y Yahya ibn Adi, intervendrían más tarde a su favor.  